# Glumicalyx nutans
Glumicalyx nutans là một loài thực vật có hoa trong họ Huyền sâm. Loài này được (Rolfe) Hilliard & B.L.Burtt mô tả khoa học đầu tiên năm 1979.